# Grands Succès de Mireille Mathieu
Grands Succès de Mireille Mathieu est un double album compilant 24 chansons des dix premières années de la chanteuse française Mireille Mathieu. Publié chez Philips, Il sort en France en 1975.

## Titres
| No  | Titre                            | Auteur                                             | Durée |
| --- | -------------------------------- | -------------------------------------------------- | ----- |
| 1.  | Mon credo                        | André Pascal, Paul Mauriat                         | 2:48  |
| 2.  | Je ne sais pas, ne sais plus     | Jean Schmitt, Patricia Carli                       | 2:57  |
| 3.  | Pourquoi le monde est sans amour | Jean Schmitt, Patricia Carli                       | 2:55  |
| 4.  | Un jour viendra                  | Catherine Desage, Francis Lai                      | 2:57  |
| 5.  | Pour t'empêcher de me dire adieu | Pierre-André Dousset, Christian Gaubert            | 3:16  |
| 6.  | Au bal du grand amour            | Pierre-André Dousset, Christian Gaubert            | 2:26  |
| 7.  | Viens dans ma rue                | André Pascal, Paul Mauriat                         | 2:29  |
| 8.  | Et merci quand même              | Jacques Chaumelle, Bernard Kesslair                | 2:21  |
| 9.  | C'est la vie mais je t'aime      | Jean-Loup Dabadie, Pierre de Senneville            | 2:57  |
| 10. | Les châteaux de sable            | Pierre-André Dousset, M. Clavell                   | 2:36  |
| 11. | La princesse et l'amour          | Patricia Carli, Léo Missir                         | 3:05  |
| 12. | Paris un tango                   | Frédéric Botton, Christian Bruhn, Georg Buschor    | 2:49  |
| 13. | La dernière valse                | Hubert Ithier, Les Reed                            | 3:06  |
| 14. | Messieurs les musiciens          | Pierre Delanoé, Georges Magenta                    | 2:41  |
| 15. | Il est tard                      | Pierre-André Dousset, Christian Gaubert            | 3:00  |
| 16. | On y revient toujours            | Vline Buggy, Yves Dessca, Jacques Revaux           | 3:12  |
| 17. | Toi que j'aimerai                | Eddy Marnay, Franck Farrugia, Jean-Claude Oliver   | 2:56  |
| 18. | Merci Monsieur très peu pour moi | Catherine Desage, Christian Bruhn, Georges Buschor | 2:48  |
| 19. | Donne ton cœur, donne ta vie     | Patricia Carli                                     | 2:45  |
| 20. | Alors ne tarde pas               | Jean Bousquet, Paul Mauriat                        | 2:40  |
| 21. | C'était dimanche                 | Jean-Loup Dabadie, Pierre de Senneville            | 2:51  |
| 22. | Veux-tu qu'on s'aime             | Jean Dréjac, Michel Legrand                        | 1:56  |
| 23. | Une rose au cœur de l'hiver      | Pierre-André Dousset, Les Reed, J. Ray             | 3:02  |
| 24. | Qu'elle est belle                | Pierre Delanoé, Robert Ahlert, Eddy Snyder         | 2:41  |

## Classements
| Pays   | Meilleure position | Certification | Ventes |
| ------ | ------------------ | ------------- | ------ |
| France |                    |               | 75 000 |